# Interhalógeno
Un compuesto interhalógeno es una molécula que contiene dos o más átomos halógenos diferentes (flúor, cloro, bromo, yodo o astatino) y ningún átomo de elementos de ningún otro grupo. 
La mayoría de los compuestos interhalógenos conocidos son binarios (compuestos de sólo dos elementos distintos). Sus fórmulas son generalmente XYn, donde n = 1, 3, 5 o 7, y X es el menos electronegativo de los dos halógenos. El valor de "n" en los interhalógenos es siempre impar, debido a la valencia impar de los halógenos. Todos ellos son propensos a la hidrólisis, e ionizan para dar lugar a iones polialógenos. Los formados con astatina tienen una vida media muy corta debido a que la astatina es intensamente radiactiva.
No se conocen definitivamente compuestos interhalógenos que contengan tres o más halógenos diferentes, aunque algunos libros afirman que la IFCl
2 y IF
2Cl se han obtenido, y los estudios teóricos parecen indicar que algunos compuestos de la serie BrClF
n son poco estables.

## Tipos de interhalógenos

### Interhalógenos diatómicos

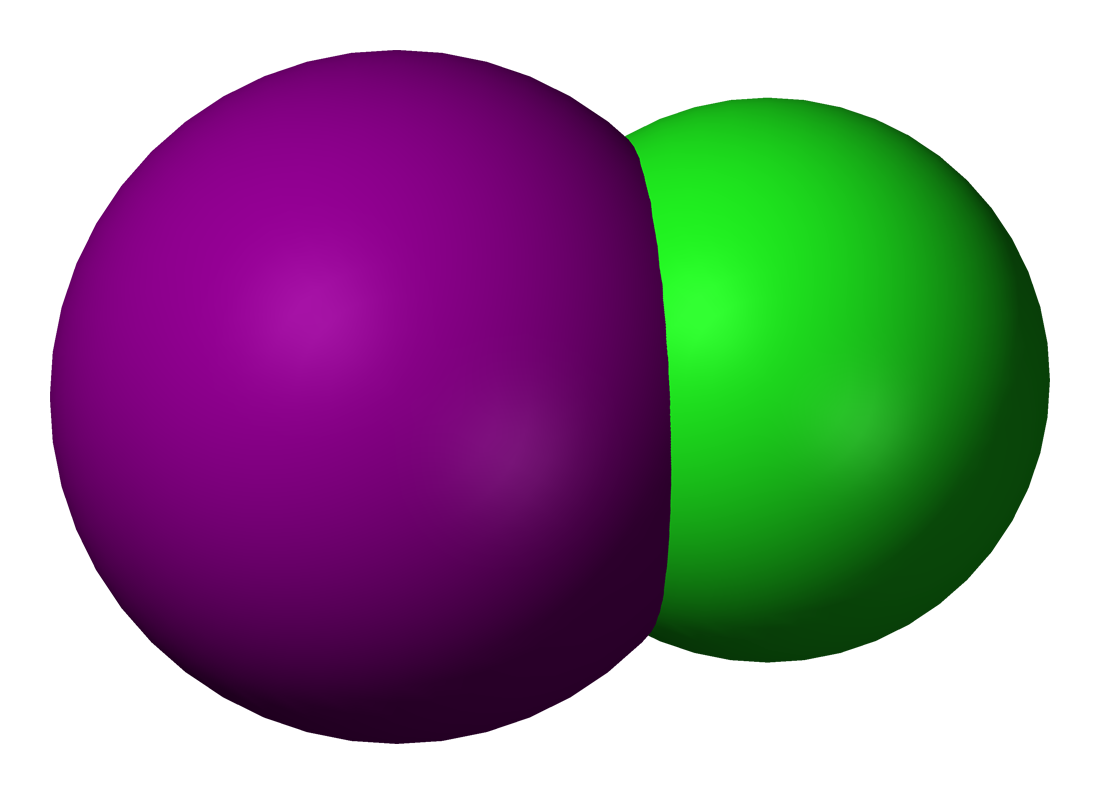
Monoclorito de yodo

Los interhalógenos de la forma XY tienen propiedades físicas intermedias entre las de los dos halógenos parentales. El enlace covalente entre los dos átomos tiene algún carácter iónico, el halógeno menos electronegativo, X, se oxida y tiene una carga positiva parcial. Se conocen todas las combinaciones de flúor, cloro, bromo y yodo que tienen la fórmula general antes mencionada, pero no todas son estables. Algunas combinaciones de astato con otros halógenos ni siquiera se conocen, y las que se conocen son altamente inestables.
- El monofluoruro de cloro (ClF) es el compuesto interhalógeno más ligero. El ClF es un gas incoloro con un punto de ebullición normal de −100 °C.
- El monofluoruro de bromo (BrF) no se ha obtenido como un compuesto puro - se disocia en el trifluoruro y el bromo libre. Se crea de acuerdo con la siguiente ecuación:

Br2(l) + F2(g) → 2 BrF(g)

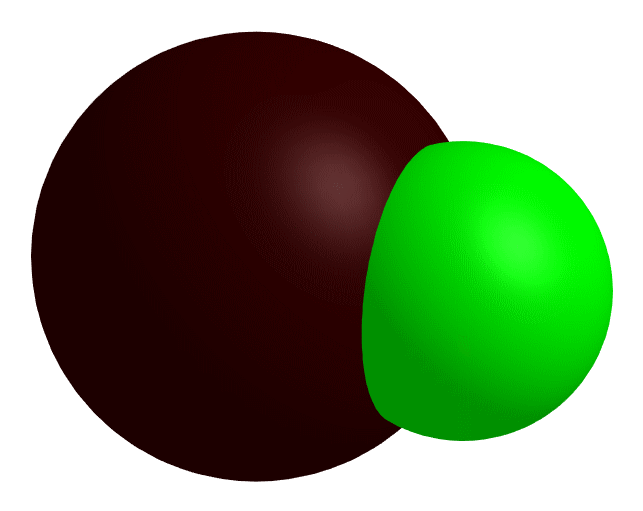
Cloruro de astato

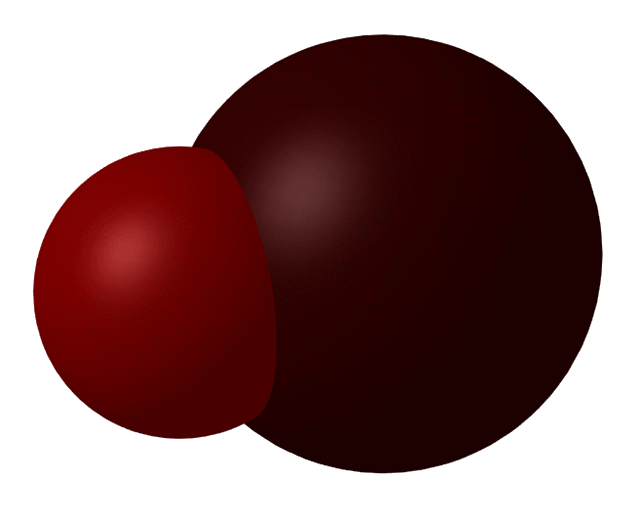
Bromuro de astato

Yoduro de astato

- El monofluoruro de yodo (IF) es inestable y se descompone a 0 °C, desproporcionándose en yodo elemental y pentafluoruro de yodo.
- El monocloruro de bromo (BrCl) es un gas marrón amarillento con un punto de ebullición de 5 °C.
- El monocloruro de yodo (ICl) existe como cristales transparentes rojos que se funden a 27,2 °C para formar un líquido marrón asfixiante (similar en apariencia y peso al bromo). Reacciona con el HCl para formar el fuerte ácido HICl2. La estructura cristalina del monocloruro de yodo consiste en cadenas fruncidas en zig-zag, con fuertes interacciones entre las cadenas.
- El monocloruro de astato (AtCl) se fabrica ya sea por la combinación directa de astato en fase gaseosa con cloro o por la adición secuencial de astato e ion dicromato a una solución de cloruro ácido.
- El monobromuro de yodo (IBr) está hecho por la combinación directa de los elementos para formar un sólido cristalino de color rojo oscuro. Se funde a 42 °C y hierve a 116 °C para formar un vapor parcialmente disociado.
- El monobromuro de astato (AtBr) está formado por la combinación directa del astato con el vapor de bromo o una solución acuosa de monobromuro de yodo.
- El monoioduro de astato (AtI) se fabrica mediante la combinación directa de astato y yodo.

Todavía no se han descubierto fluoruros de astato. Su ausencia se ha atribuido especulativamente a la extrema reactividad de esos compuestos, incluida la reacción de un fluoruro inicialmente formado con las paredes del recipiente de vidrio para formar un producto no volátil. Así pues, aunque se cree que la síntesis de un fluoruro de astato es posible, puede requerir un disolvente de fluoruro halógeno líquido, como ya se ha utilizado para la caracterización de los fluoruros de radón.
Además, existen moléculas análogas que contienen pseudohalógenos, como los halogenuros de cianógeno.

### Interhalógenos tetratómicos

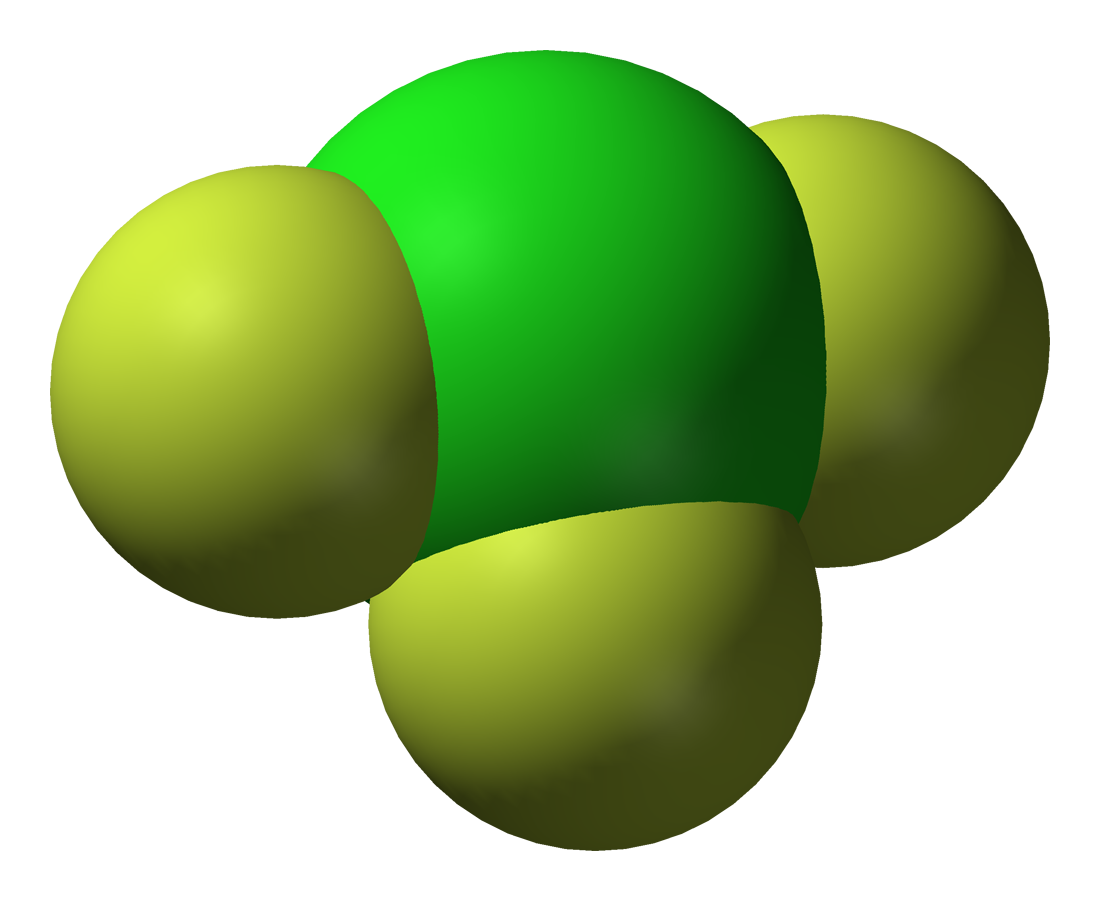
Trifluoruro de cloro

- El trifluoruro de cloro (ClF3) es un gas incoloro que se condensa en un líquido verde y se congela en un sólido blanco. Se fabrica haciendo reaccionar el cloro con un exceso de flúor a 250 °C en un tubo de níquel. Reacciona más violentamente que el flúor, a menudo de forma explosiva. La molécula es plana y en forma de T. Se utiliza en la fabricación de hexafluoruro de uranio.
- El trifluoruro de bromo (BrF3) es un líquido amarillo-verdoso que conduce la electricidad - se ioniza para formar [BrF2]+ y [BrF4]−. Reacciona con muchos metales y óxidos metálicos para formar entidades ionizadas similares; con algunos otros forma el metal fluoruro más bromo libre y oxígeno. Se utiliza en la química orgánica como agente fluorado. Tiene la misma forma molecular que el trifluoruro de cloro.
- El trifluoruro de yodo (IF3) es un sólido amarillo que se descompone por encima de los -28 °C. Puede ser sintetizado a partir de los elementos, pero hay que tener cuidado para evitar la formación de IF5. El F2 ataca al I2 para producir IF3 a -45 °C en el CCl3F. Alternativamente, a bajas temperaturas, se puede utilizar la reacción de fluoración I2 + 3 XeF<sub id="mwng">2</sub> → 2 IF3 + 3Xe. No se sabe mucho sobre el trifluoruro de yodo, ya que es tan inestable.
- El tricloruro de yodo (ICl3) forma cristales de color amarillo limón que se funden bajo presión hasta convertirse en un líquido marrón. Se puede fabricar a partir de los elementos a baja temperatura, o a partir de pentóxido de yodo y cloruro de hidrógeno. Reacciona con muchos cloruros metálicos para formar tetracloroioduros, e hidroliza en el agua. La molécula es un dímero plano (ICl3)2, con cada átomo de yodo rodeado por cuatro átomos de cloro.

### Interhalógenos hexatómicos

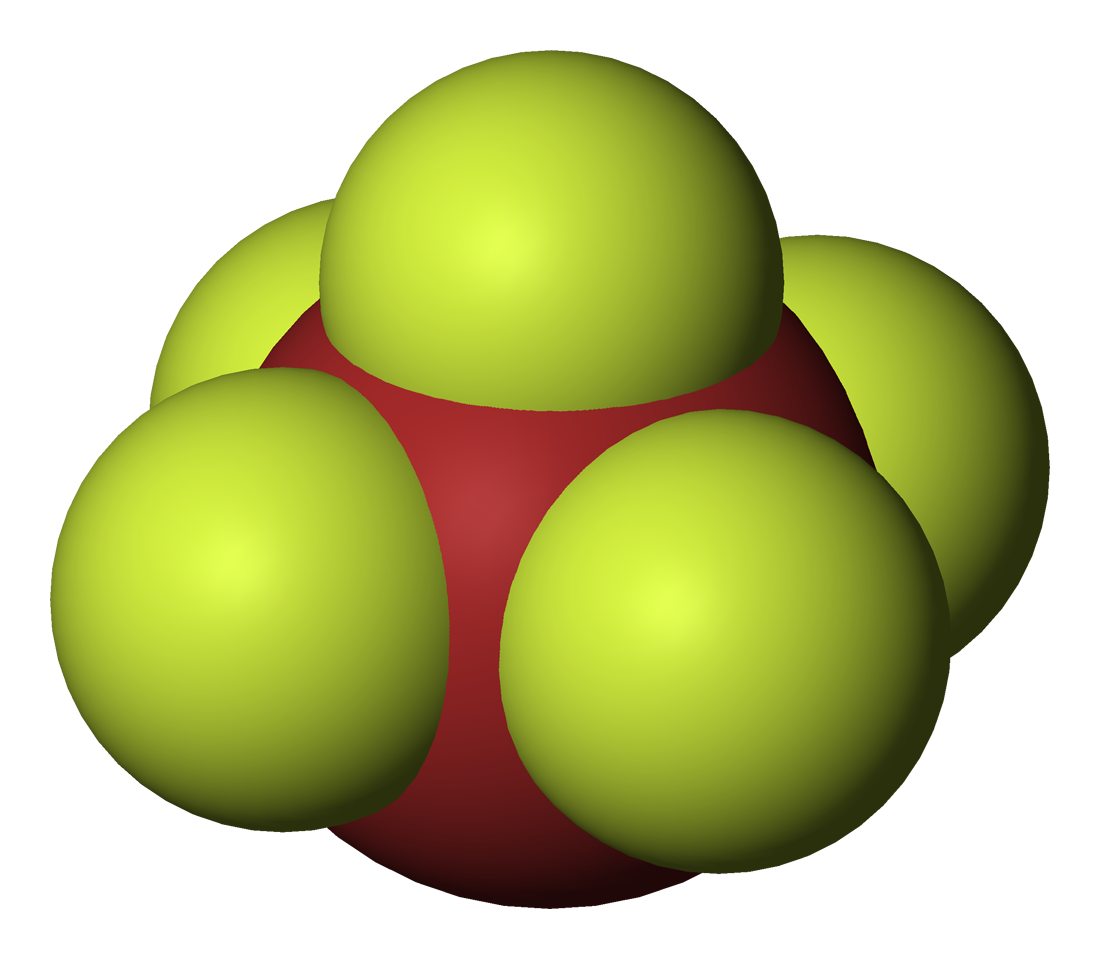
Pentafluoruro de bromo

Todos los interhalógenos hexatómicos y octatómicos estables implican un halógeno más pesado combinado con cinco o siete átomos de flúor. A diferencia de los otros halógenos, los átomos de flúor tienen una alta electronegatividad y un tamaño pequeño que es capaz de estabilizarlos.
- El pentafluoruro de cloro (ClF5) es un gas incoloro, formado por la reacción del trifluoruro de cloro con el flúor a altas temperaturas y altas presiones. Reacciona violentamente con el agua y la mayoría de los metales y no metales.
- El pentafluoruro de bromo (BrF5) es un líquido incoloro fumígero, formado por la reacción del trifluoruro de bromo con el flúor a 200 °C. Es físicamente estable, pero reacciona violentamente con el agua y la mayoría de los metales y no metales.
- El pentafluoruro de yodo (IF5) es un líquido incoloro, elaborado mediante la reacción del pentóxido de yodo con el flúor, o del yodo con el fluoruro de plata (II). Es altamente reactivo, incluso lentamente con el vidrio. Reacciona con el agua para formar ácido fluorhídrico con el gas flúor para formar heptafluoruro de yodo. La molécula tiene la forma de una pirámide tetragonal.

### Interhalógenos octatómicos

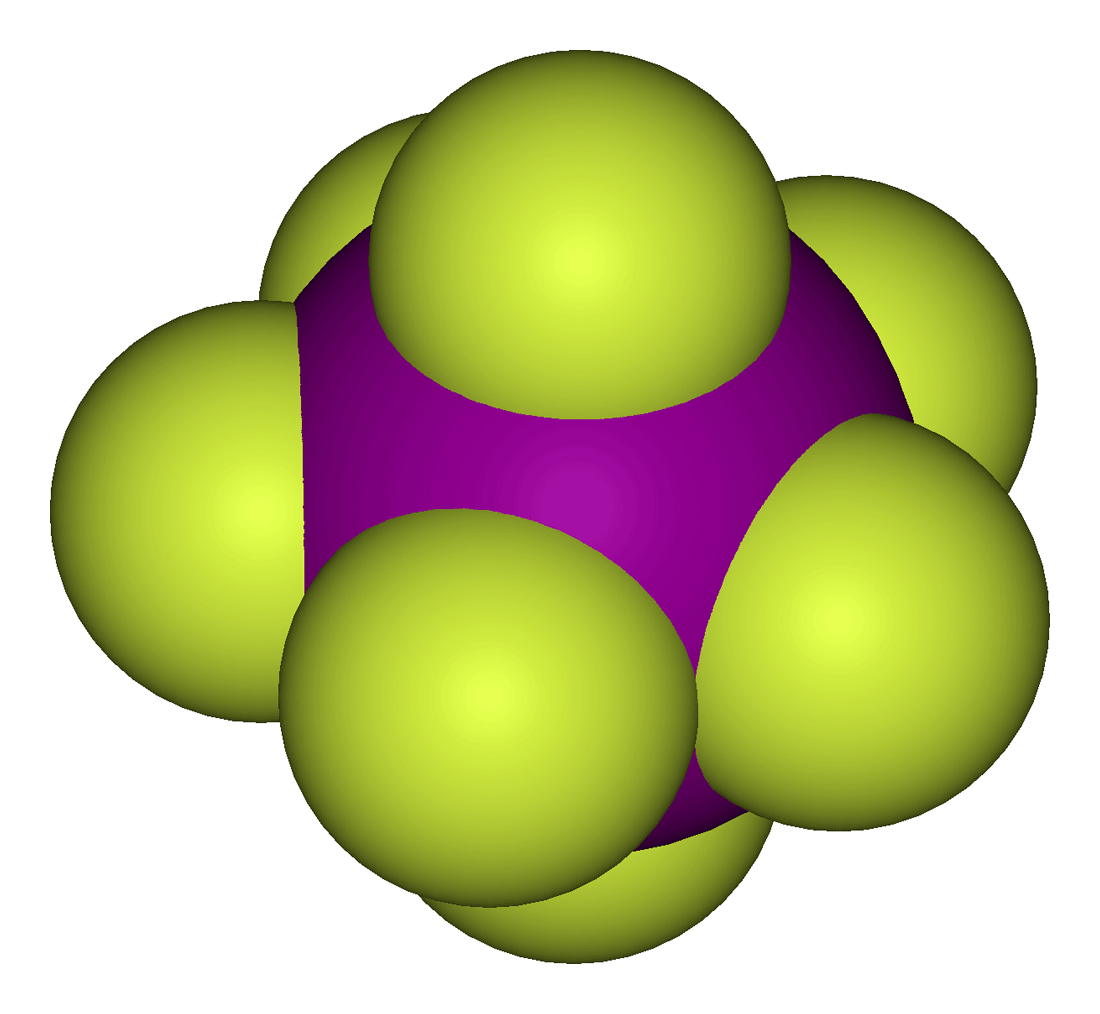
Heptafluoruro de yodo

- El heptafluoruro de yodo (IF7) es un gas incoloro y un fuerte agente de flúor. Se fabrica haciendo reaccionar el pentafluoruro de yodo con el gas de flúor. La molécula es una bipirámide pentagonal. Este compuesto es el único compuesto interhalógeno conocido en el que el átomo más grande lleva siete de los átomos más pequeños.
- Todos los intentos de sintetizar el heptafluoruro de bromo o de cloro han fracasado; en cambio, se produce el pentafluoruro de bromo o el pentafluoruro de cloro, junto con el gas flúor.

### Resumen de los interhalógenos conocidos
| F  | F2                |              |      |     |        |
| Cl | ClF, ClF3, ClF5   | Cl2          |      |     |        |
| Br | BrF, BrF3, BrF5   | BrCl         | Br2  |     |        |
| I  | IF, IF3, IF5, IF7 | ICl, (ICl3)2 | IBr  | I2  |        |
| At | —                 | AtCl         | AtBr | AtI | At2(?) |
|    | F                 | Cl           | Br   | I   | At     |

## Propiedades
Típicamente, los enlaces interhalógenos son más reactivos que los enlaces halógenos diatómicos, porque los enlaces interhalógenos son más débiles que los enlaces halógenos diatómicos, excepto el F2. Si los interhalógenos se exponen al agua, se convierten en iones de haluro y oxihaluro. Con el BrF5, esta reacción puede ser explosiva. Si los interhalógenos se exponen al dióxido de silicio, o a óxidos metálicos, entonces el silicio o el metal respectivamente se enlazan con uno de los tipos de halógeno, dejando libres los halógenos diatómicos y el oxígeno diatómico. La mayoría de los interhalógenos son fluoruros halógenos, y todos menos tres (IBr, AtBr y AtI) del resto son cloruros halógenos. El cloro y el bromo pueden unirse cada uno a cinco átomos de flúor, y el yodo puede unirse a siete. Los interhalógenos AX y AX3 pueden formarse entre dos halógenos cuyas electronegatividades están relativamente cerca una de la otra. Cuando los interhalógenos se exponen a los metales, reaccionan para formar halógenos metálicos de los halógenos constituyentes. El poder de oxidación de un interhalógeno aumenta con el número de halógenos adheridos al átomo central del interhalógeno, así como con la disminución del tamaño del átomo central del compuesto. Los interhalógenos que contienen flúor tienen más probabilidades de ser volátiles que los interhalógenos que contienen halógenos más pesados.
Los interhalógenos con uno o tres halógenos unidos a un átomo central están formados por dos elementos cuyas electronegatividades no están muy separadas. Los interhalógenos con cinco o siete halógenos enlazados a un átomo central están formados por dos elementos cuyos tamaños son muy diferentes. El número de halógenos más pequeños que pueden unirse a un gran halógeno central está guiado por la relación entre el radio atómico del halógeno más grande y el radio atómico del halógeno más pequeño. Varios interhalógenos, como el IF7, reaccionan con todos los metales excepto con los del grupo del platino. El IF7, a diferencia de los interhalógenos de la serie XY5, no reacciona con los fluoruros de los metales alcalinos.
El ClF3 es el más reactivo de los interhalógenos del XY3. El ICl3 es el menos reactivo. El BrF3 tiene la mayor estabilidad térmica de los interhalógenos con cuatro átomos. El ICl3 tiene la más baja. El trifluoruro de cloro tiene un punto de ebullición de -12 °C. El trifluoruro de bromo tiene un punto de ebullición de 127 °C y es un líquido a temperatura ambiente. El tricloruro de yodo se funde a 101 °C.
La mayoría de los interhalógenos son gases covalentes. Algunos interhalógenos, especialmente los que contienen bromo, son líquidos, y la mayoría de los interhalógenos que contienen yodo son sólidos. La mayoría de los interhalógenos compuestos de halógenos más ligeros son bastante incoloros, pero los interhalógenos que contienen halógenos más pesados tienen un color más intenso debido a su mayor peso molecular. En este sentido, los interhalógenos son similares a los halógenos. Cuanto mayor es la diferencia entre las electronegatividades de los dos halógenos en un interhalógeno, mayor es el punto de ebullición del interhalógeno. Todos los interhalógenos son diamagnéticos. La longitud de enlace de los interhalógenos de la serie XY aumenta con el tamaño de los halógenos constituyentes. Por ejemplo, ClF tiene una longitud de enlace de 1.628 Å, e IBr tiene una longitud de enlace de 2.47 Å.

## Producción
Es posible producir interhalógenos más grandes, como el ClF3, exponiendo interhalógenos más pequeños, como el ClF, a halógenos diatómicos puros, como el F2. Este método de producción es especialmente útil para generar fluoruros halógenos. A temperaturas de 250 a 300 °C, este tipo de método de producción también puede convertir los interhalógenos más grandes en otros más pequeños. También es posible producir interhalógenos combinando dos halógenos puros en diversas condiciones. Este método puede generar cualquier interhalógeno excepto el IF7.
Los interhalógenos más pequeños, como el ClF, pueden formarse por reacción directa con halógenos puros. Por ejemplo, el F2 reacciona con el Cl2 a 250 °C para formar dos moléculas de ClF. El Br2 reacciona con el flúor diatómico de la misma manera, pero a 60 °C. I2 reacciona con el flúor diatómico a sólo 35 °C. Tanto la ClF como el BrF pueden producirse por la reacción de un interhalógeno mayor, como la ClF3 o el BrF3, y una molécula diatómica del elemento inferior en la tabla periódica. Entre los interhalógenos hexatómicos, el IF5 tiene un punto de ebullición más alto (97 °C) que el BrF5 (40,5 °C), aunque ambos compuestos son líquidos a temperatura ambiente. El interhalógeno IF7 puede formarse al reaccionar el yoduro de paladio con el flúor.

## Aplicaciones
Algunos interhalógenos, como el BrF3, el IF5 y el ICl, son buenos agentes halógenos. El BrF5 es demasiado reactivo para generar flúor. Además, el monocloruro de yodo tiene varias aplicaciones, entre ellas ayudar a medir la saturación de las grasas y los aceites, y como catalizador de algunas reacciones. Varios interhalógenos, incluido el IF7, se utilizan para formar polialhálidos.

## Otros compuestos relacionados
Existen compuestos similares con varios pseudohalógenos, como los azidas halógenos (FN<sub id="mwAYU">3</sub>, ClN<sub id="mwAYc">3</sub>, BrN<sub id="mwAYk">3</sub>, y IN<sub id="mwAYs">3</sub>) y los halógenos cianógenos (FCN, ClCN, BrCN, y ICN).